# Rat Verlegh Stadion

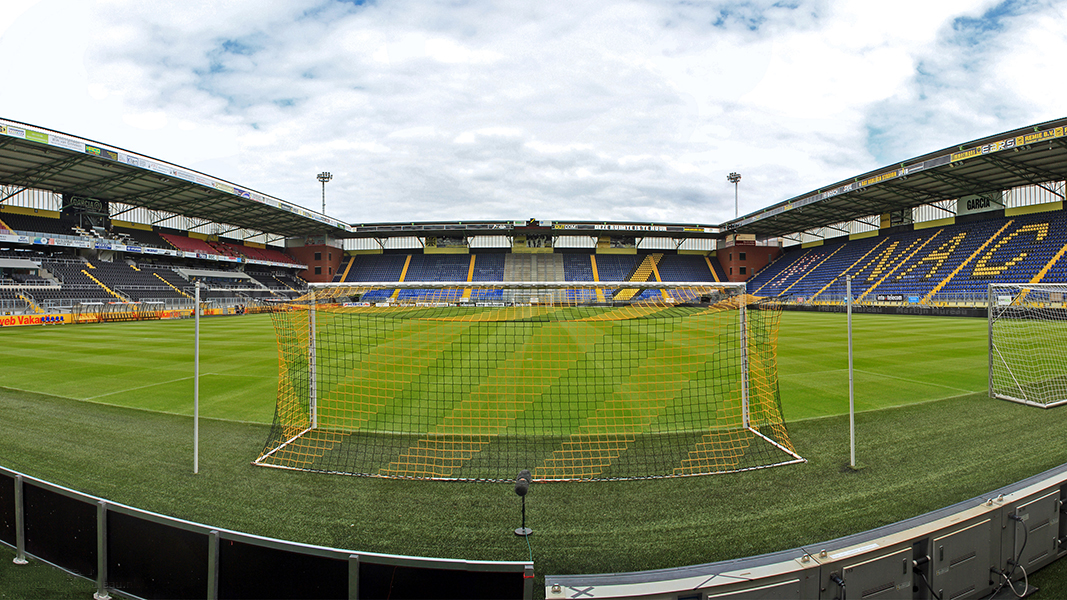
Vista des de la porteria del Vak G cap a la cara B

El Rat Verlegh Stadion (estadi Rat Verlegh) és un estadi polivalent a Breda, Països Baixos. L'estadi és la seu del club de futbol NAC Breda (des del 1996 fins a l'actualitat). Anteriorment era conegut com a Estadi FUJIFILM (1996–2003) i Estadi Mycom (2003–2006), rebent el nom de dos antics patrocinadors del NAC. El 2006 el NAC Breda va batejar l'estadi en honor al seu jugador més famós del NAC, Antoon Verlegh.
L'estadi va ser construït entre 1995 i 1996 amb un cost de 13,2 milions d'euros, i es va inaugurar oficialment l'11 d'agost de 1996. S'ha utilitzat per a futbol americà, concerts i altres esdeveniments. Té una capacitat de 19.000 aficionats, inclosos 1.500 de peu, per a partits esportius. L'estadi s'ha utilitzat per a diversos partits de la Intertoto, partits de la Copa de la UEFA i partits internacionals. També s'hi han fet concerts.

## Història

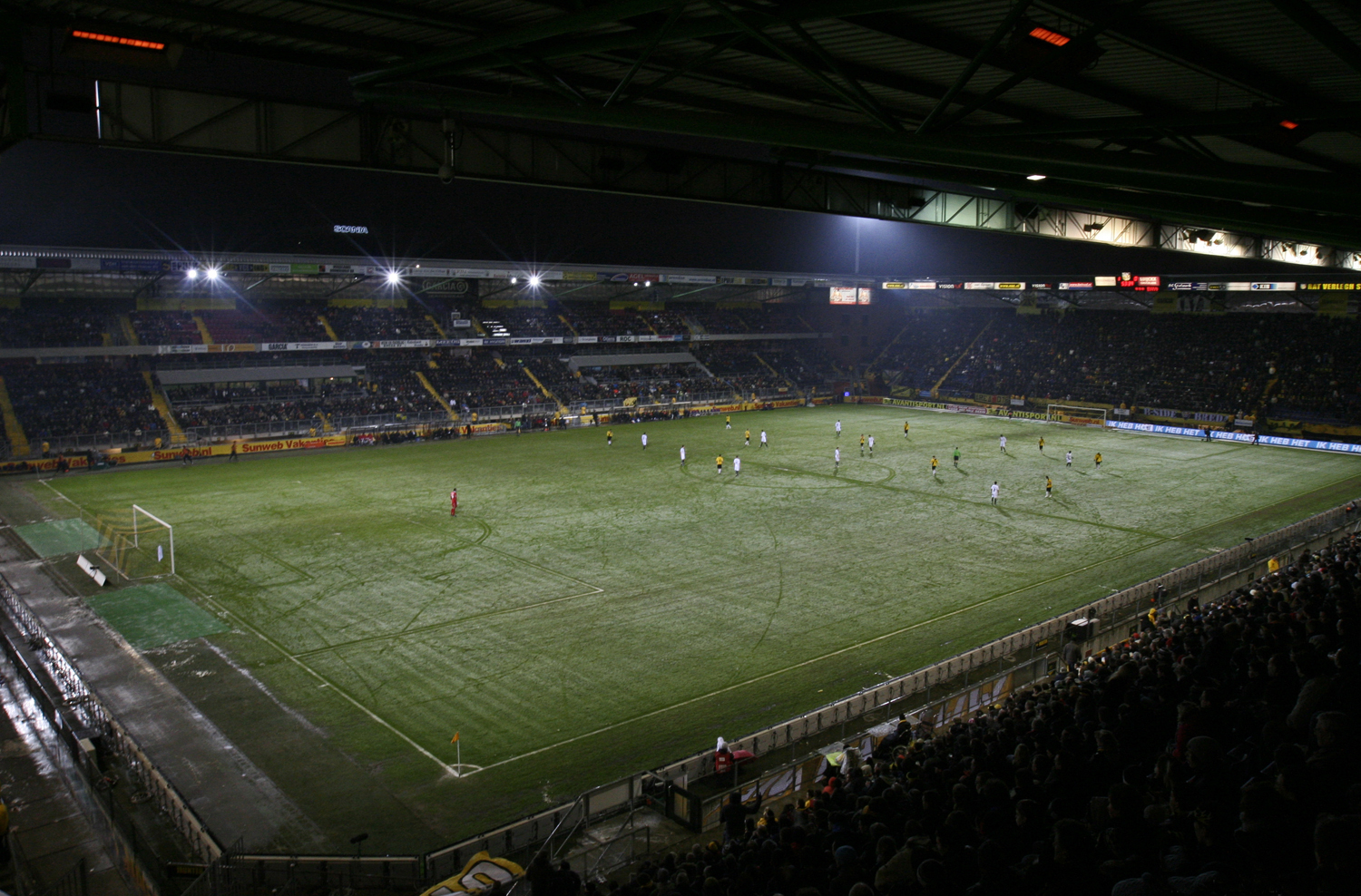
El NAC jugant un partit contra el VVV durant la temporada 2009-10.

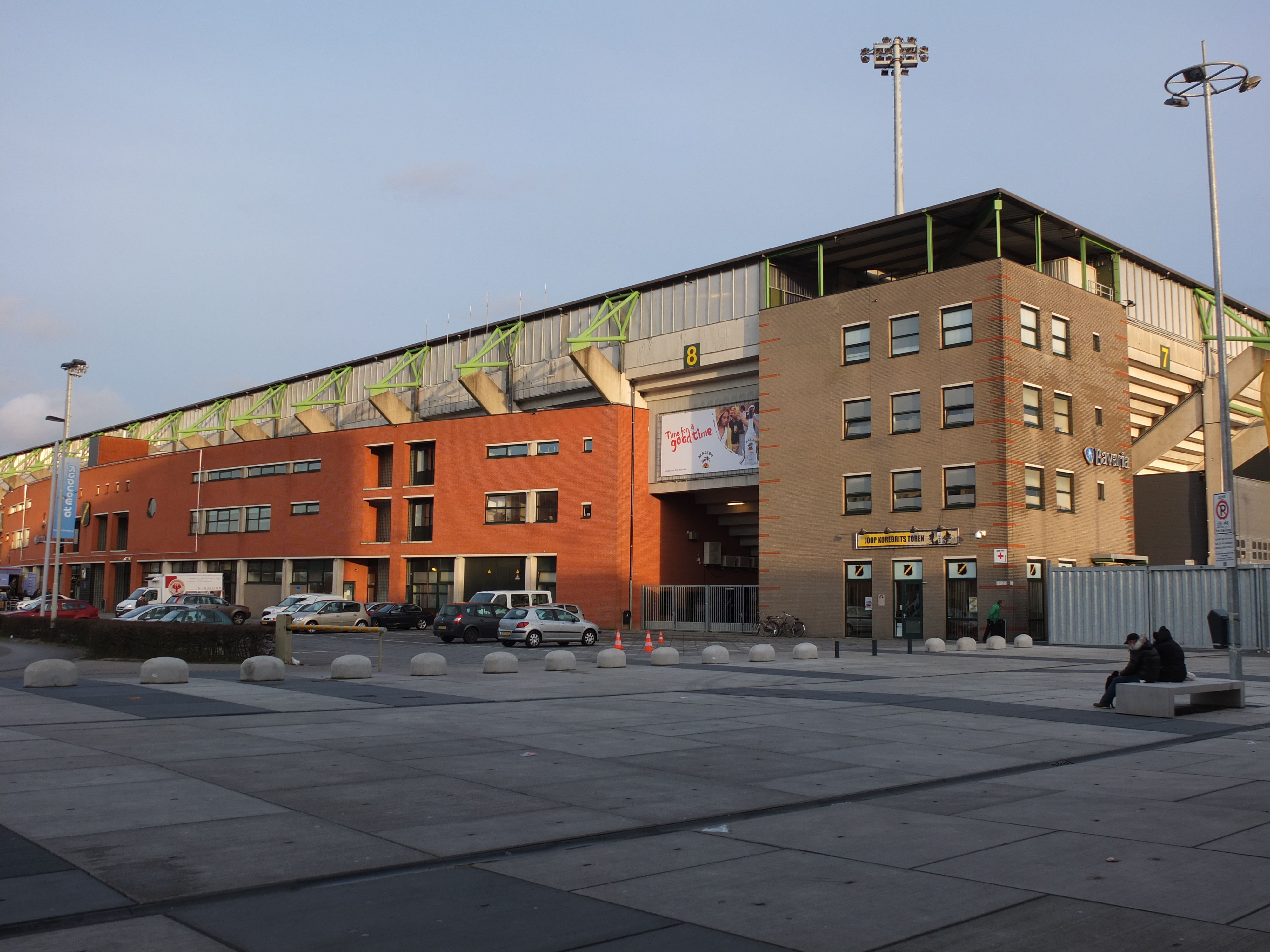
L'exterior de l'estadi.

El novembre de 1991, la junta del NAC Breda va anunciar oficialment que estava investigant les possibilitats de renovar l'estadi del NAC, situat al carrer Beatrixstraat, o de construir un nou estadi dins dels límits de la ciutat de Breda. La renovació de l'estadi original va resultar ser massa costosa i el 1993 el NAC Breda va anunciar plans per construir un nou estadi. De mutu acord amb la ciutat de Breda, els terrenys propers al carrer Lunetstraat de Breda van ser assignats com a nova zona de l'estadi.
El 18 d'agost de 1995 va començar la construcció del nou estadi. El NAC Breda va anunciar que FUJIFILM havia signat un contracte per 10 anys, en què el nom de l'estadi portaria el nom de l'antic patrocinador principal del NAC. Després d'un període de construcció de gairebé un any, l'estadi va ser inaugurat oficialment per l'alcalde de Breda, Fred Rutten, i el president de la KNVB, Jos Staatsen. Després de la inauguració oficial, el NAC Breda va jugar el seu primer partit davant de 17.000 aficionats a l'estadi FUJIFILM contra el subcampió del món, el Porto Alegrense Gremio del Brasil.
El primer partit oficial del NAC a l'estadi va ser el 16 d'agost de 1996 en una eliminatòria de Copa contra el Dordrecht 90. El jugador del NAC Stanley MacDonald va marcar el primer gol al nou estadi. Durant la seva existència, l'estadi ha acollit nombrosos partits de competició, eliminatòries de copa, partits amistosos, però també partits de la Intertoto, un partit de la Copa de la UEFA i un amistós internacional entre l'Equador i Turquia. El 2017, l'estadi va ser utilitzat per a l'Eurocopa femenina de la UEFA 2017. En total, l'estadi va acollir 4 partits de la fase de grups i 1 semifinal entre Dinamarca i Àustria.
El 2003 l'estadi va ser rebatejat com a Mycom Stadion, en aquell moment patrocinador del NAC Breda. El 2006, l'estadi va ser rebatejat en honor al jugador més famós i important del NAC, Antoon 'Rat' Verlegh.

## Renovació

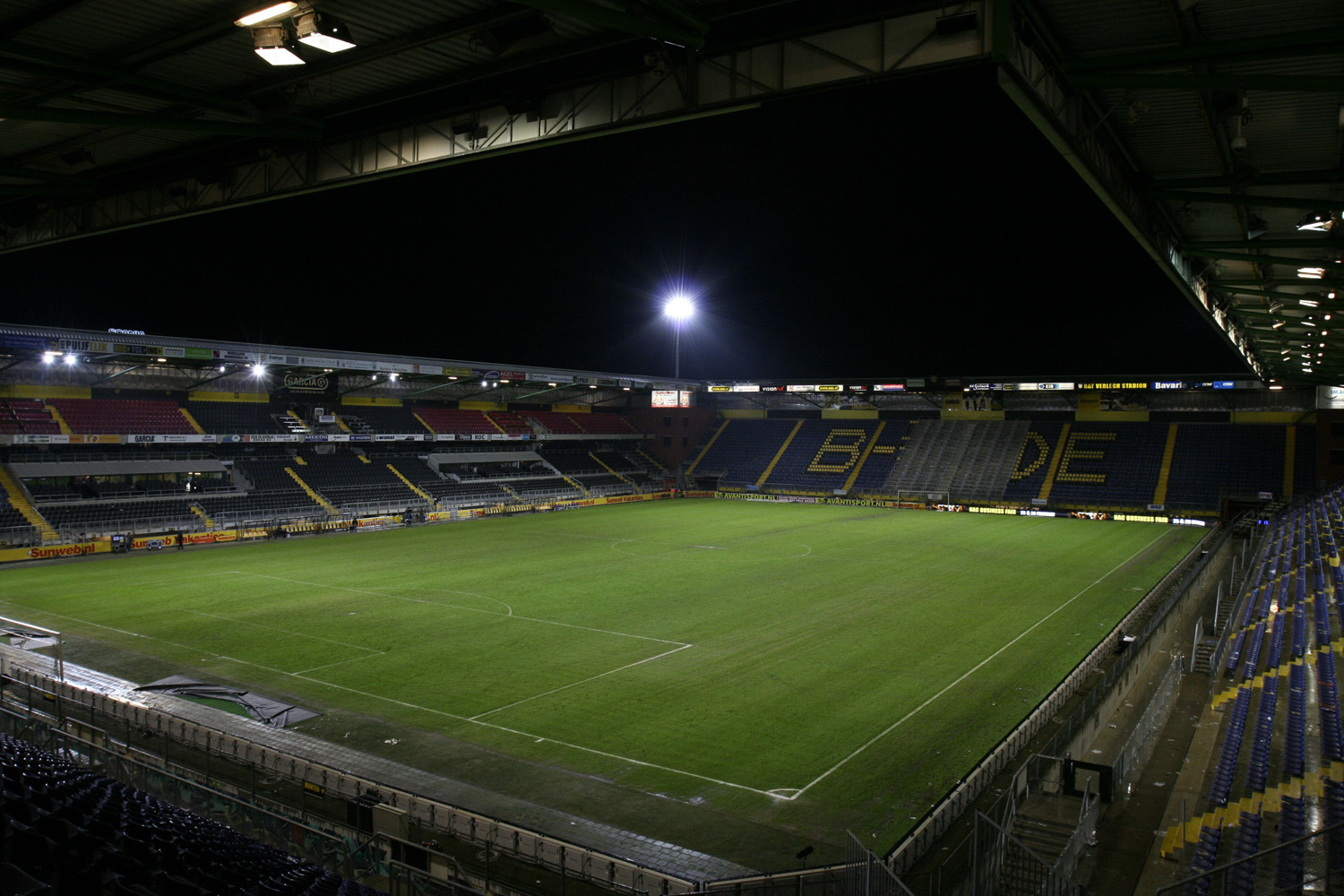
Vista des del Vak G cap a la grada B

L'estadi va ser un dels primers estadis nous i avui dia té nombroses deficiències. Els equipaments públics han millorat en els darrers anys. El 2009, el NAC Breda va anunciar que les instal·lacions de l'estadi es millorarien encara més i que la capacitat de l'estadi s'ampliaria a 17.750 espectadors el 2009 i a 19.999 el 2010. Es milloraran les instal·lacions de patrocini. També es millorarà l'entorn de l'estadi i es desenvoluparan zones comercials directament al seu voltant. S'estima que s'invertirà en aquest projecte uns 100 milions d'euros. El 2010, tot i les notícies anteriors del club que l'estadi s'ampliaria a 19.999 localitats, van començar les obres per ampliar l'estadi a 19.000 localitats. La construcció va acabar el juliol de 2010.

## L'estadi

### Estands
La distribució de l'estadi és similar a la d'un estadi neerlandès mitjà. A les grades darrere de la porteria s'hi situen els fanàtics seguidors del NAC. La grada B es troba a la tribuna est, mentre que el Vak G es troba a la tribuna oest. Al costat del Vak G es troba la tribuna per als aficionats de l'oponent. La tribuna nord està reservada per a oficials i patrocinadors, mentre que la tribuna sud està reservada per a altres aficionats del NAC. A la temporada 2009/2010, els preus de les entrades individuals varien entre 12,50 € i 30 €.

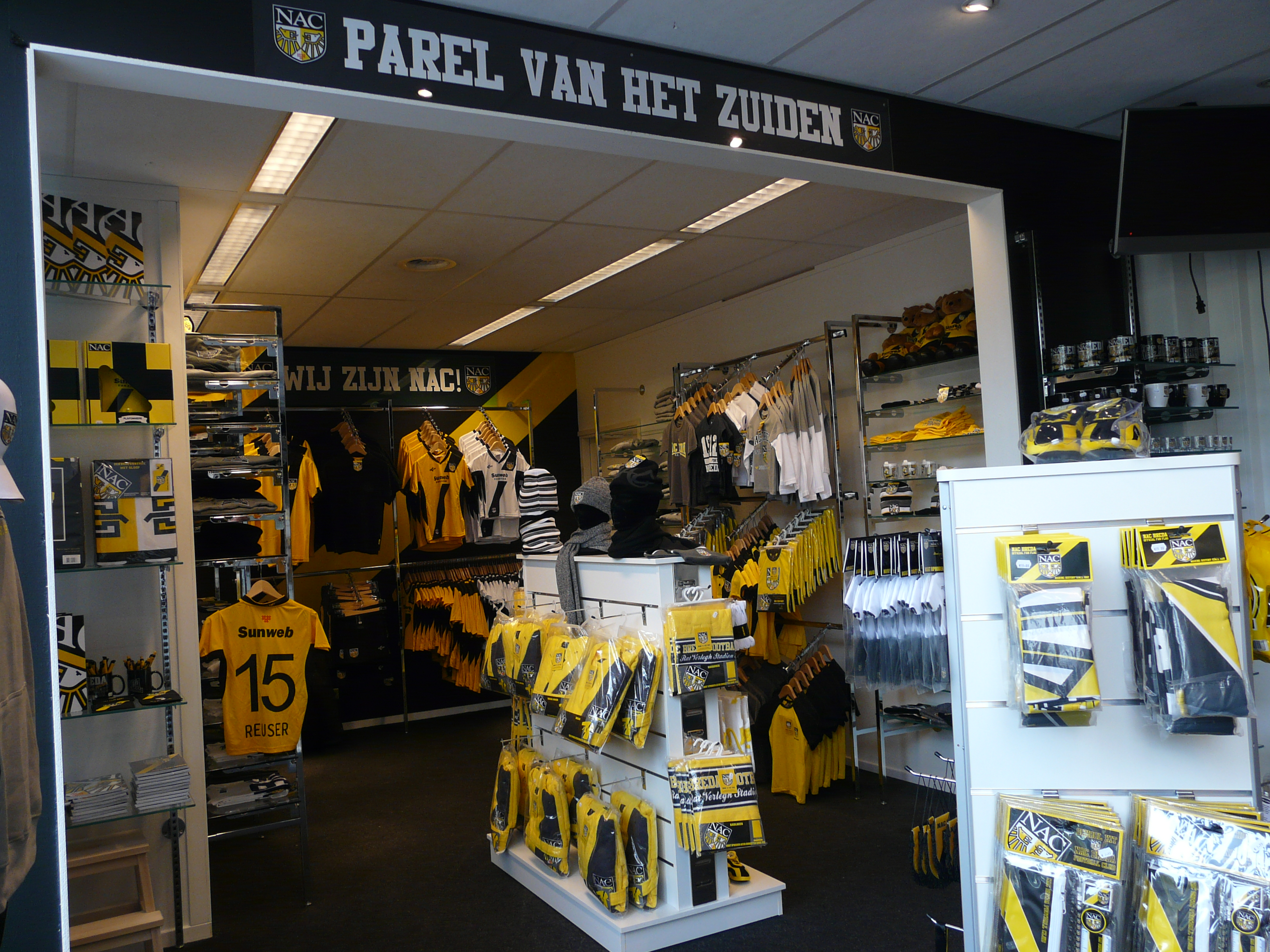
Botiga de seguidors de la NAC

### Museu
Situat sota el Vak G, el Museu NAC alberga artefactes, fotos i pel·lícules de la història del NAC. El museu està desenvolupat i mantingut per aficionats del NAC i està patrocinat per una organització benèfica i el NAC Breda.